# Hrabstwo Van Buren (Arkansas)
Hrabstwo Van Buren – hrabstwo w Stanach Zjednoczonych, w stanie Arkansas. Hrabstwo należy do nielicznych hrabstw w Stanach Zjednoczonych należących do tzw. dry county, czyli hrabstw gdzie decyzją lokalnych władz obowiązuje całkowita prohibicja.

## Geografia

### Miejscowości
- Clinton
- Dennard (CDP)
- Shirley

### Sąsiednie hrabstwa
- Hrabstwo Searcy
- Hrabstwo Stone
- Hrabstwo Cleburne
- Hrabstwo Faulkner
- Hrabstwo Conway
- Hrabstwo Pope